# I-faktoren
I-faktoren (IF),er en måling af videnskabelige tidsskrifters og forskeres status på baggrund af citationer af artikler fra pågældende medier/ personer.
Den opnåede faktor bliver ofte brugt for at fastslå betydningen af kompetencer og videnskabelig integritet.
IF blev udviklet af den amerikanske videnskabsmand Eugene Garfield, grundlæggeren af Institute for Scientific Information.
Faktorens opbygning er baseret på antallet af citationer, som er offentliggjort et givet år divideret med det totale antal af artikler publiceret.

## Ekstern henvisning
- Statistik for danske videnskabelige artikler (engelsk) Arkiveret 25. juli 2008 hos  Wayback Machine.
- Science Gateway Impact Factor (engelsk).